# Лабораторна проба
Лабораторна проба (рос. лабораторная проба, англ. laboratory sample, нім. Laborprobe f — проба речовини, матеріалу, що одержана внаслідок обробки об'єднаної проби, скорочення маси та подрібнення матеріалу до заданої крупності відповідно до вимог діючих стандартів.
Використовується для виконання лабораторних досліджень та приготування аналітичних проб.